# Vyslancův návrat
Vyslancův návrat (v anglickém originále Accession) je v pořadí sedmnáctá epizoda čtvrté sezóny seriálu Star Trek: Stanice Deep Space Nine.

## Příběh
Milese O'Briena navštíví jeho žena a při té příležitosti mu oznámí, že je těhotná. Benjamin Sisko kromě velení stanice rovněž požehná bajorským novomanželům, i když se v roli náboženského symbolu stále cítí poněkud nesvůj. Kira následně zachytí neznámý, tři sta let staré plavidlo vylétající z červí díry, přestože do ní nikdo nevstoupil. Na palubě je pouze jeden bajoran, který se představí jako Vyslanec.
Oním Vyslancem je Akorem Laan, básník, jehož plavidlo před více než 200 léty zachytila iontová bouře a Proroci ho povolali do svého chrámu. Uzdravili ho a poslali zpátky, z čehož Akorem usoudil, že je jejich Vyslancem. Básník ovšem žil v době, kdy na Bajoru platil kastovní systém a ten začne prosazovat i v současnosti. Diskriminace na základě kast je ovšem proti stanovám Federace, což by nutně vedlo k zamítnutí přihlášky Bajoru do Federace, což ale Akoremovi nevadí. Nový systém začne platit, takže major Kira podá rezignaci, protože by se měla stát sochařkou. Ještě hůř je poté, co jeden z vedeků zavraždí jiného, který je původem z nečisté kasty a odmítne odstoupit. Sisko je proti kastovnímu systému a vyzve Akorema, aby spolu letěli do červí díry a zeptali se Proroků, který z nich je pravým Vyslancem.
Proroci jsou stále zmateni pojetím času, ale z jejich vyjádření vyplyne, že pravým Vyslancem je Sisko a Akoremovým úkolem bylo pouze ho k nim přivést. Na Siskovu přímluvu vrátí Akorema do jeho původního času. A přestože se tím změnila časová linie, Sisko i Kira si tu původní stále pamatují.